# 鹿児島市立牟礼岡小学校
鹿児島市立牟礼岡小学校（かごしましりつ むれがおかしょうがっこう 英語: Muregaoka Elementary School）は、鹿児島県鹿児島市牟礼岡一丁目にある公立小学校。

## 沿革
- 1987年（昭和62年） - 吉田町立宮小学校、吉田町立本名小学校から分離し、吉田町立牟礼岡小学校として開校。
- 2004年（平成16年） - 鹿児島市立牟礼岡小学校に改称。

## 著名な出身者
- 松下年宏（元プロサッカー選手、サッカー指導者）